# Чемпионат Израиля по футболу 2016/2017
Израильская Премьер-лига сезона 2016-17 — 79-й розыгрыш чемпионата Израиля по футболу с момента его основания. Титул защитил клуб «Хапоэль» (Беэр-Шева). Начало чемпионата 20 августа 2016. Конец чемпионата 20 мая 2017.

## Клубы
Всего в лиге играет 14 команд, включая 12 команд, продолжающих с сезона 2015-16 и две команды, поднявшиеся из Национальной Лиги.
«Маккаби» (Нетания) и «Хапоэль» (Акко) вылетели в Национальную Лигу по итогам прошлого сезона, заняв последние два места.
ФК Ашдод и «Хапоэль» (Ашкелон), занявшие первые два места в Национальной Лиге прошлого сезона, перешли в Премьер-Лигу.

### Стадионы и карта участников
| «Бейтар» (Иерусалим)   | «Бней Иегуда» (Тель-Авив)  | «Бней Сахнин» | ФК Ашдод |
| ---------------------- | -------------------------- | --- | --- |
| Тедди                  | Хаберфельд (Ришон-ле-Цион) | Доха | Юд-Алеф |
| Вместимость: 31,733    | Вместимость: 6,000         | Вместимость: 8,500 | Вместимость: 7,800 |
|                        |                            | | |
| «Хапоэль» (Ашкелон)    | «Хапоэль» (Беэр-Шева)      | «Хапоэль» (Ашкелон) «Хапоэль» (Беэр-Шева) «Хапоэль» (Хайфа) «Маккаби» (Хайфа) «Бейтар» «Ирони» (Кирьят-Шмона) ФК Ашдод «Хапоэль» (Раанана) «Хапоэль» (Кфар-Саба) «Маккаби» (Петах-Тиква) «Бней Сахнин» «Хапоэль» (Тель-Авив) «Маккаби» (Тель-Авив) «Бней Иегуда»Чемпионат Израиля по футболу 2016/2017, Израиль | «Хапоэль» (Ашкелон) «Хапоэль» (Беэр-Шева) «Хапоэль» (Хайфа) «Маккаби» (Хайфа) «Бейтар» «Ирони» (Кирьят-Шмона) ФК Ашдод «Хапоэль» (Раанана) «Хапоэль» (Кфар-Саба) «Маккаби» (Петах-Тиква) «Бней Сахнин» «Хапоэль» (Тель-Авив) «Маккаби» (Тель-Авив) «Бней Иегуда»Чемпионат Израиля по футболу 2016/2017, Израиль |
| Селя                   | Тото Тернер                | «Хапоэль» (Ашкелон) «Хапоэль» (Беэр-Шева) «Хапоэль» (Хайфа) «Маккаби» (Хайфа) «Бейтар» «Ирони» (Кирьят-Шмона) ФК Ашдод «Хапоэль» (Раанана) «Хапоэль» (Кфар-Саба) «Маккаби» (Петах-Тиква) «Бней Сахнин» «Хапоэль» (Тель-Авив) «Маккаби» (Тель-Авив) «Бней Иегуда»Чемпионат Израиля по футболу 2016/2017, Израиль | «Хапоэль» (Ашкелон) «Хапоэль» (Беэр-Шева) «Хапоэль» (Хайфа) «Маккаби» (Хайфа) «Бейтар» «Ирони» (Кирьят-Шмона) ФК Ашдод «Хапоэль» (Раанана) «Хапоэль» (Кфар-Саба) «Маккаби» (Петах-Тиква) «Бней Сахнин» «Хапоэль» (Тель-Авив) «Маккаби» (Тель-Авив) «Бней Иегуда»Чемпионат Израиля по футболу 2016/2017, Израиль |
| Вместимость: 5,250     | Вместимость: 16,126        | «Хапоэль» (Ашкелон) «Хапоэль» (Беэр-Шева) «Хапоэль» (Хайфа) «Маккаби» (Хайфа) «Бейтар» «Ирони» (Кирьят-Шмона) ФК Ашдод «Хапоэль» (Раанана) «Хапоэль» (Кфар-Саба) «Маккаби» (Петах-Тиква) «Бней Сахнин» «Хапоэль» (Тель-Авив) «Маккаби» (Тель-Авив) «Бней Иегуда»Чемпионат Израиля по футболу 2016/2017, Израиль | «Хапоэль» (Ашкелон) «Хапоэль» (Беэр-Шева) «Хапоэль» (Хайфа) «Маккаби» (Хайфа) «Бейтар» «Ирони» (Кирьят-Шмона) ФК Ашдод «Хапоэль» (Раанана) «Хапоэль» (Кфар-Саба) «Маккаби» (Петах-Тиква) «Бней Сахнин» «Хапоэль» (Тель-Авив) «Маккаби» (Тель-Авив) «Бней Иегуда»Чемпионат Израиля по футболу 2016/2017, Израиль |
|                        |                            | «Хапоэль» (Ашкелон) «Хапоэль» (Беэр-Шева) «Хапоэль» (Хайфа) «Маккаби» (Хайфа) «Бейтар» «Ирони» (Кирьят-Шмона) ФК Ашдод «Хапоэль» (Раанана) «Хапоэль» (Кфар-Саба) «Маккаби» (Петах-Тиква) «Бней Сахнин» «Хапоэль» (Тель-Авив) «Маккаби» (Тель-Авив) «Бней Иегуда»Чемпионат Израиля по футболу 2016/2017, Израиль | «Хапоэль» (Ашкелон) «Хапоэль» (Беэр-Шева) «Хапоэль» (Хайфа) «Маккаби» (Хайфа) «Бейтар» «Ирони» (Кирьят-Шмона) ФК Ашдод «Хапоэль» (Раанана) «Хапоэль» (Кфар-Саба) «Маккаби» (Петах-Тиква) «Бней Сахнин» «Хапоэль» (Тель-Авив) «Маккаби» (Тель-Авив) «Бней Иегуда»Чемпионат Израиля по футболу 2016/2017, Израиль |
| «Хапоэль» (Хайфа)      | «Хапоэль» (Кфар-Саба)      | «Хапоэль» (Ашкелон) «Хапоэль» (Беэр-Шева) «Хапоэль» (Хайфа) «Маккаби» (Хайфа) «Бейтар» «Ирони» (Кирьят-Шмона) ФК Ашдод «Хапоэль» (Раанана) «Хапоэль» (Кфар-Саба) «Маккаби» (Петах-Тиква) «Бней Сахнин» «Хапоэль» (Тель-Авив) «Маккаби» (Тель-Авив) «Бней Иегуда»Чемпионат Израиля по футболу 2016/2017, Израиль | «Хапоэль» (Ашкелон) «Хапоэль» (Беэр-Шева) «Хапоэль» (Хайфа) «Маккаби» (Хайфа) «Бейтар» «Ирони» (Кирьят-Шмона) ФК Ашдод «Хапоэль» (Раанана) «Хапоэль» (Кфар-Саба) «Маккаби» (Петах-Тиква) «Бней Сахнин» «Хапоэль» (Тель-Авив) «Маккаби» (Тель-Авив) «Бней Иегуда»Чемпионат Израиля по футболу 2016/2017, Израиль |
| Самми Офер             | Левита                     | «Хапоэль» (Ашкелон) «Хапоэль» (Беэр-Шева) «Хапоэль» (Хайфа) «Маккаби» (Хайфа) «Бейтар» «Ирони» (Кирьят-Шмона) ФК Ашдод «Хапоэль» (Раанана) «Хапоэль» (Кфар-Саба) «Маккаби» (Петах-Тиква) «Бней Сахнин» «Хапоэль» (Тель-Авив) «Маккаби» (Тель-Авив) «Бней Иегуда»Чемпионат Израиля по футболу 2016/2017, Израиль | «Хапоэль» (Ашкелон) «Хапоэль» (Беэр-Шева) «Хапоэль» (Хайфа) «Маккаби» (Хайфа) «Бейтар» «Ирони» (Кирьят-Шмона) ФК Ашдод «Хапоэль» (Раанана) «Хапоэль» (Кфар-Саба) «Маккаби» (Петах-Тиква) «Бней Сахнин» «Хапоэль» (Тель-Авив) «Маккаби» (Тель-Авив) «Бней Иегуда»Чемпионат Израиля по футболу 2016/2017, Израиль |
| Вместимость: 30,942    | Вместимость: 5,800         | «Хапоэль» (Ашкелон) «Хапоэль» (Беэр-Шева) «Хапоэль» (Хайфа) «Маккаби» (Хайфа) «Бейтар» «Ирони» (Кирьят-Шмона) ФК Ашдод «Хапоэль» (Раанана) «Хапоэль» (Кфар-Саба) «Маккаби» (Петах-Тиква) «Бней Сахнин» «Хапоэль» (Тель-Авив) «Маккаби» (Тель-Авив) «Бней Иегуда»Чемпионат Израиля по футболу 2016/2017, Израиль | «Хапоэль» (Ашкелон) «Хапоэль» (Беэр-Шева) «Хапоэль» (Хайфа) «Маккаби» (Хайфа) «Бейтар» «Ирони» (Кирьят-Шмона) ФК Ашдод «Хапоэль» (Раанана) «Хапоэль» (Кфар-Саба) «Маккаби» (Петах-Тиква) «Бней Сахнин» «Хапоэль» (Тель-Авив) «Маккаби» (Тель-Авив) «Бней Иегуда»Чемпионат Израиля по футболу 2016/2017, Израиль |
|                        |                            | «Хапоэль» (Ашкелон) «Хапоэль» (Беэр-Шева) «Хапоэль» (Хайфа) «Маккаби» (Хайфа) «Бейтар» «Ирони» (Кирьят-Шмона) ФК Ашдод «Хапоэль» (Раанана) «Хапоэль» (Кфар-Саба) «Маккаби» (Петах-Тиква) «Бней Сахнин» «Хапоэль» (Тель-Авив) «Маккаби» (Тель-Авив) «Бней Иегуда»Чемпионат Израиля по футболу 2016/2017, Израиль | «Хапоэль» (Ашкелон) «Хапоэль» (Беэр-Шева) «Хапоэль» (Хайфа) «Маккаби» (Хайфа) «Бейтар» «Ирони» (Кирьят-Шмона) ФК Ашдод «Хапоэль» (Раанана) «Хапоэль» (Кфар-Саба) «Маккаби» (Петах-Тиква) «Бней Сахнин» «Хапоэль» (Тель-Авив) «Маккаби» (Тель-Авив) «Бней Иегуда»Чемпионат Израиля по футболу 2016/2017, Израиль |
| «Хапоэль» (Раанана)    | «Хапоэль» (Тель-Авив)      | «Хапоэль» (Ашкелон) «Хапоэль» (Беэр-Шева) «Хапоэль» (Хайфа) «Маккаби» (Хайфа) «Бейтар» «Ирони» (Кирьят-Шмона) ФК Ашдод «Хапоэль» (Раанана) «Хапоэль» (Кфар-Саба) «Маккаби» (Петах-Тиква) «Бней Сахнин» «Хапоэль» (Тель-Авив) «Маккаби» (Тель-Авив) «Бней Иегуда»Чемпионат Израиля по футболу 2016/2017, Израиль | «Хапоэль» (Ашкелон) «Хапоэль» (Беэр-Шева) «Хапоэль» (Хайфа) «Маккаби» (Хайфа) «Бейтар» «Ирони» (Кирьят-Шмона) ФК Ашдод «Хапоэль» (Раанана) «Хапоэль» (Кфар-Саба) «Маккаби» (Петах-Тиква) «Бней Сахнин» «Хапоэль» (Тель-Авив) «Маккаби» (Тель-Авив) «Бней Иегуда»Чемпионат Израиля по футболу 2016/2017, Израиль |
| Нетания                | Ха-Мошава (Петах-Тиква)    | «Хапоэль» (Ашкелон) «Хапоэль» (Беэр-Шева) «Хапоэль» (Хайфа) «Маккаби» (Хайфа) «Бейтар» «Ирони» (Кирьят-Шмона) ФК Ашдод «Хапоэль» (Раанана) «Хапоэль» (Кфар-Саба) «Маккаби» (Петах-Тиква) «Бней Сахнин» «Хапоэль» (Тель-Авив) «Маккаби» (Тель-Авив) «Бней Иегуда»Чемпионат Израиля по футболу 2016/2017, Израиль | «Хапоэль» (Ашкелон) «Хапоэль» (Беэр-Шева) «Хапоэль» (Хайфа) «Маккаби» (Хайфа) «Бейтар» «Ирони» (Кирьят-Шмона) ФК Ашдод «Хапоэль» (Раанана) «Хапоэль» (Кфар-Саба) «Маккаби» (Петах-Тиква) «Бней Сахнин» «Хапоэль» (Тель-Авив) «Маккаби» (Тель-Авив) «Бней Иегуда»Чемпионат Израиля по футболу 2016/2017, Израиль |
| Вместимость: 13,610    | Вместимость: 11,500        | «Хапоэль» (Ашкелон) «Хапоэль» (Беэр-Шева) «Хапоэль» (Хайфа) «Маккаби» (Хайфа) «Бейтар» «Ирони» (Кирьят-Шмона) ФК Ашдод «Хапоэль» (Раанана) «Хапоэль» (Кфар-Саба) «Маккаби» (Петах-Тиква) «Бней Сахнин» «Хапоэль» (Тель-Авив) «Маккаби» (Тель-Авив) «Бней Иегуда»Чемпионат Израиля по футболу 2016/2017, Израиль | «Хапоэль» (Ашкелон) «Хапоэль» (Беэр-Шева) «Хапоэль» (Хайфа) «Маккаби» (Хайфа) «Бейтар» «Ирони» (Кирьят-Шмона) ФК Ашдод «Хапоэль» (Раанана) «Хапоэль» (Кфар-Саба) «Маккаби» (Петах-Тиква) «Бней Сахнин» «Хапоэль» (Тель-Авив) «Маккаби» (Тель-Авив) «Бней Иегуда»Чемпионат Израиля по футболу 2016/2017, Израиль |
|                        |                            | «Хапоэль» (Ашкелон) «Хапоэль» (Беэр-Шева) «Хапоэль» (Хайфа) «Маккаби» (Хайфа) «Бейтар» «Ирони» (Кирьят-Шмона) ФК Ашдод «Хапоэль» (Раанана) «Хапоэль» (Кфар-Саба) «Маккаби» (Петах-Тиква) «Бней Сахнин» «Хапоэль» (Тель-Авив) «Маккаби» (Тель-Авив) «Бней Иегуда»Чемпионат Израиля по футболу 2016/2017, Израиль | «Хапоэль» (Ашкелон) «Хапоэль» (Беэр-Шева) «Хапоэль» (Хайфа) «Маккаби» (Хайфа) «Бейтар» «Ирони» (Кирьят-Шмона) ФК Ашдод «Хапоэль» (Раанана) «Хапоэль» (Кфар-Саба) «Маккаби» (Петах-Тиква) «Бней Сахнин» «Хапоэль» (Тель-Авив) «Маккаби» (Тель-Авив) «Бней Иегуда»Чемпионат Израиля по футболу 2016/2017, Израиль |
| «Ирони» (Кирьят-Шмона) | «Маккаби» (Хайфа)          | «Маккаби» (Петах-Тиква) | «Маккаби» (Тель-Авив) |
| Городской стадион      | Самми Офер                 | Ха-Мошава | Нетания |
| Вместимость: 5,300     | Вместимость: 30,942        | Вместимость: 11,500 | Вместимость: 13,610 |
|                        |                            | | |

### Иностранные игроки
Количество иностранных игроков в каждой команде на поле не может превышать пяти.
- По состоянию на 2 июля 2016 года

| Клуб                    | Игрок 1          | Игрок 2         | Игрок 3            | Игрок 4          | Игрок 5          | Игрок 6         | Игрок 7     | Игрок 8      |
| ----------------------- | ---------------- | --------------- | ------------------ | ---------------- | ---------------- | --------------- | ----------- | ------------ |
| «Бейтар»                | Хесус Руэда      | Арсенио Валпорт | Клаудемир          |                  |                  |                 |             |              |
| «Бней Сахнин»           | Абрахам Паз      | Хилаль Муса     | Элдар Хасанович    | Жоржиньо         | Вандерсон        |                 |             |              |
| «Бней Иегуда»           | Деле Айенугба    | Антонио Мршич   | Тьерри Дубай       | Жюд Нвуру        | Ксавье Тома      |                 |             |              |
| ФК Ашдод                | Нивальдо         | Саллю Капай     |                    |                  |                  |                 |             |              |
| «Хапоэль» (Ашкелон)     | Юрген Колин      | Сейбу Койта     | Джанлука Мария     |                  |                  |                 |             |              |
| «Хапоэль» (Беэр-Шева)   | Лусио Мараньяо   | Энтони Нвакаэме | Джон Огу           | Овидио Хубан     | Мигель Витор     |                 |             |              |
| «Хапоэль» (Хайфа)       | Бруно Пинейро    | Жарко Корач     | Тадас Киянскас     | Дмитрий Бага     | Марьян Антолович |                 |             |              |
| «Хапоэль» (Кфар-Саба)   | Мавис Чибота     | Максим Скавыш   | Душан Матович      | Диего Качуба     | Слободан Симович |                 |             |              |
| «Хапоэль» (Раанана)     | Чам Мамаду       | Рене Михелич    | Эванс Кангва       | Эммануэль Мбола  |                  |                 |             |              |
| «Хапоэль» (Тель-Авив)   | Клаудиу Бумба    | Аарон Шоэнфельд | Неманья Николич    | Марко Симич      | Лукас Винтра     | Хамза Барри     | Ливиу Антал | Иссу Лингане |
| «Ирони» (Кирьят-Шмона)  | Броссу Креги     | Кассио          | Хейдор             | Маурицио         | Остин Амуту      | Бруно           |             |              |
| «Маккаби» (Хайфа)       | Гари Кагельмахер | Глейнор Плет    | Владимир Стойкович | Людовик Обраньяк | Марк Вальенте    | Никита Рукавица |             |              |
| «Маккаби» (Петах-Тиква) | Бернхард Янечек  | Раде Прица      | Аллисон            | Йоахим Мунунга   | Дилан Сейс       |                 |             |              |
| «Маккаби» (Тель-Авив)   | Харис Медунянин  | Карлос Гарсия   | Носа Игьебор       | Орланду Са       | Предраг Райкович | Егор Филипенко  |             |              |

жирным: Игроки, входящие в состав национальных сборных их стран.

## Тренеры, капитаны, технические спонсоры и финансовые спонсоры команд
| Клуб                    | Главный тренер | Капитан        | Технический спонсор | Финансовый спонсор        |
| ----------------------- | -------------- | -------------- | ------------------- | ------------------------- |
| «Бейтар»                | Ран Бен-Шимон  | Дан Айбиндер   | GIVOVA              | ITrader, ивр. יהלומית פרץ‎ |
| «Бней Сахнин»           | Йоси Абукасис  | Халед Халаила  | GIVOVA              | Scania                    |
| «Бней Иегуда»           | Арик Бенадо    | Аси Бальдут    | Macron              |                           |
| ФК Ашдод                | Рони Ават      | Мики Сироштайн | Nike                | SessMe                    |
| «Хапоэль» (Ашкелон)     | Юваль Наим     | Яир Азуляй     | Macron              | Эльбар                    |
| «Хапоэль» (Беэр-Шева)   | Барак Бахар    | Эльянив Барда  | Puma                | TADIRAN                   |
| «Хапоэль» (Хайфа)       | Эли Коэн       | Ошри Роаш      | Diadora             | Good                      |
| «Хапоэль» (Кфар-Саба)   | Шарон Мимер    | вакант.        | Macron              | Terigo                    |
| «Хапоэль» (Раанана)     | Хаим Сильвас   | Снир Шукер     | Umbro               | MEТель-Авив               |
| «Хапоэль» (Тель-Авив)   | Гай Лузон      | Ариэль Аруш    | Nike                | Fujitsu                   |
| «Ирони» (Кирьят-Шмона)  | Мотти Иванир   | вакант.        | Macron              | Ituran                    |
| «Маккаби» (Хайфа)       | Рене Мёленстен | Декель Кейнан  | Nike                | Honda                     |
| «Маккаби» (Петах-Тиква) | Коби Рефуа     | вакант.        | Macron              | פנורמה צפון               |
| «Маккаби» (Тель-Авив)   | Шота Арвеладзе | Галь Альберман | Adidas              | ЮНИСЕФ                    |

### Смена тренеров
| Команда                 | Ушедший тренер  | Причина                           | Дата        | Позиция в таблице | Пришедший тренер | Дата         |
| ----------------------- | --------------- | --------------------------------- | ----------- | ----------------- | ---------------- | ------------ |
| «Ирони» (Кирьят-Шмона)  | Шломи Дора      | Окончание контракта               | 16 мая 2016 | До начала сезона  | Мотти Иванир     | 18 мая 2016  |
| «Бней Иегуда»           | Йосси Мизрахи   | Окончание контракта               | 16 мая 2016 | До начала сезона  | Арик Бенадо      | 24 мая 2016  |
| «Маккаби» (Петах-Тиква) | Дани Кинан      | Окончание контракта               | 16 мая 2016 | До начала сезона  | Коби Рефуа       | 31 мая 2016  |
| «Маккаби» (Тель-Авив)   | Петер Бос       | Назначен главным тренером «Аякса» | 16 мая 2016 | До начала сезона  | Шота Арвеладзе   | 16 июня 2016 |
| «Бейтар» (Иерусалим)    | Слободан Драпич | Уволен                            | 1 июня 2016 | До начала сезона  | Ран Бен-Шимон    | 4 июня 2016  |
| «Маккаби» (Хайфа)       | Рони Леви       | Уволен                            | август 2016 | До начала сезона  | Рене Мёленстен   | август 2016  |

## Турнирная таблица

### Предварительный этап
| М               | Команда                   | И  | В  | Н  | П  | Мячи    | ±   | О  |
| --------------- | ------------------------- | -- | -- | -- | -- | ------- | --- | -- |
| 1               | «Хапоэль» (Беэр-Шева)     | 26 | 18 | 5  | 3  | 54 − 13 | +41 | 59 |
| 2               | «Маккаби» (Тель-Авив)     | 26 | 17 | 5  | 4  | 45 − 19 | +26 | 56 |
| 3               | «Маккаби» (Петах-Тиква)   | 26 | 13 | 9  | 4  | 36 − 23 | +13 | 48 |
| 4               | «Бейтар» (Иерусалим)      | 26 | 10 | 10 | 6  | 34 − 27 | +7  | 40 |
| 5               | «Бней Сахнин»             | 26 | 10 | 9  | 7  | 26 − 26 | 0   | 39 |
| 6               | «Маккаби» (Хайфа)         | 26 | 10 | 8  | 8  | 30 − 25 | +5  | 38 |
|                 |                           |    |    |    |    |         |     |    |
| 7               | «Ирони» (Кирьят-Шмона)    | 26 | 9  | 8  | 9  | 35 − 33 | +2  | 35 |
| 8               | «Хапоэль» (Хайфа)         | 26 | 8  | 4  | 14 | 29 − 36 | −7  | 28 |
| 9               | ФК «Ашдод»                | 26 | 6  | 10 | 10 | 15 − 26 | −11 | 28 |
| 10              | «Хапоэль» (Раанана)       | 26 | 7  | 7  | 12 | 14 − 29 | −15 | 28 |
| 11              | «Бней Иегуда» (Тель-Авив) | 26 | 5  | 10 | 11 | 21 − 32 | −11 | 25 |
| 12              | «Хапоэль» (Кфар-Саба)     | 26 | 4  | 9  | 13 | 17 − 34 | −17 | 21 |
| 13              | «Хапоэль» (Ашкелон)       | 26 | 3  | 9  | 14 | 15 − 39 | −24 | 18 |
| 14              | «Хапоэль» (Тель-Авив)     | 26 | 5  | 11 | 10 | 18 − 26 | −8  | 17 |
| Править таблицу |                           |    |    |    |    |         |     |    |

### Заключительный этап. Борьба за медали
Расписание игр по турам (номера участников — согласно местам, занятым по итогам 26 туров)
| Туры              | Туры              | Туры              | Туры              | Туры              | Туры              | Туры              | Туры              | Туры              | Туры              |
| ----------------- | ----------------- | ----------------- | ----------------- | ----------------- | ----------------- | ----------------- | ----------------- | ----------------- | ----------------- |
| 27                | 28                | 29                | 30                | 31                | 32                | 33                | 34                | 35                | 36                |
| 1 — 6 2 — 5 3 — 4 | 1 — 2 5 — 3 6 — 4 | 2 — 6 3 — 1 4 — 5 | 1 — 4 2 — 3 6 — 5 | 3 — 6 4 — 2 5 — 1 | 6 — 1 5 — 2 4 — 3 | 2 — 1 3 — 5 4 — 6 | 6 — 2 1 — 3 5 — 4 | 3 — 2 4 — 1 5 — 6 | 6 — 3 2 — 4 1 — 5 |

| М               | Команда                 | И  | В  | Н  | П  | Мячи    | ±   | О  | Примечания                                      |
| --------------- | ----------------------- | -- | -- | -- | -- | ------- | --- | -- | ----------------------------------------------- |
| 1               | «Хапоэль» (Беэр-Шева)   | 36 | 26 | 7  | 3  | 73 − 18 | +55 | 85 | Второй квал.раунд Лиги чемпионов УЕФА 2017/2018 |
| 2               | «Маккаби» (Тель-Авив)   | 36 | 22 | 6  | 8  | 61 − 28 | +33 | 72 | Первый квал. раунд Лиги Европы УЕФА 2017/2018   |
| 3               | «Бейтар» (Иерусалим)    | 36 | 16 | 12 | 8  | 53 − 36 | +17 | 60 | Первый квал. раунд Лиги Европы УЕФА 2017/2018   |
| 4               | «Маккаби» (Петах-Тиква) | 36 | 15 | 11 | 10 | 42 − 34 | +8  | 56 |                                                 |
| 5               | «Бней Сахнин»           | 36 | 13 | 9  | 14 | 32 − 46 | −14 | 48 |                                                 |
| 6               | «Маккаби» (Хайфа)       | 36 | 12 | 9  | 15 | 34 − 41 | −7  | 45 |                                                 |
| Править таблицу |                         |    |    |    |    |         |     |    |                                                 |

### Заключительный этап. Борьба за выживание
Расписание игр по турам (номера участников — согласно местам, занятым по итогам 26 туров)
| Туры                         | Туры                         | Туры                         | Туры                         | Туры                         | Туры                         | Туры                         |
| ---------------------------- | ---------------------------- | ---------------------------- | ---------------------------- | ---------------------------- | ---------------------------- | ---------------------------- |
| 27                           | 28                           | 29                           | 30                           | 31                           | 32                           | 33                           |
| 7 — 14 8 — 13 9 — 12 10 — 11 | 7 — 8 13 — 9 12 — 10 14 — 11 | 8 — 14 9 — 7 10 — 13 11 — 12 | 8 — 9 7 — 10 13 — 11 14 — 12 | 9 — 14 10 — 8 11 — 7 12 — 13 | 9 — 10 8 — 11 7 — 12 14 — 13 | 10 — 14 11 — 9 12 — 8 13 — 7 |

| М               | Команда                   | И  | В  | Н  | П  | Мячи    | ±   | О  | Примечания              |
| --------------- | ------------------------- | -- | -- | -- | -- | ------- | --- | -- | ----------------------- |
| 7               | «Ирони» (Кирьят-Шмона)    | 33 | 10 | 9  | 14 | 44 − 48 | −4  | 39 |                         |
| 8               | «Хапоэль» (Хайфа)         | 33 | 10 | 7  | 16 | 39 − 46 | −7  | 37 |                         |
| 9               | ФК «Ашдод»                | 33 | 7  | 15 | 11 | 22 − 32 | −10 | 36 |                         |
| 10              | «Хапоэль» (Раанана)       | 33 | 9  | 9  | 15 | 22 − 40 | −18 | 36 |                         |
| 11              | «Бней Иегуда» (Тель-Авив) | 33 | 8  | 11 | 14 | 26 − 39 | −13 | 35 |                         |
| 12              | «Хапоэль» (Ашкелон)       | 33 | 7  | 11 | 15 | 24 − 42 | −18 | 32 |                         |
| 13              | «Хапоэль» (Кфар-Саба)     | 33 | 7  | 10 | 16 | 23 − 40 | −17 | 31 | Выбывание в Лигу Леумит |
| 14              | «Хапоэль» (Тель-Авив)     | 33 | 8  | 14 | 11 | 25 − 34 | −9  | 29 | Выбывание в Лигу Леумит |
| Править таблицу |                           |    |    |    |    |         |     |    |                         |

## Результаты матчей

### Первый круг
«Бней Иегуда» — «Бней Сахнин» — 1:1

«Ирони» (Кирьят-Шмона) — ФК «Ашдод» — 1:0

«Хапоэль» (Ашкелон) — «Хапоэль» (Хайфа) — 3:2

«Хапоэль» (Беэр-Шева) — «Хапоэль» (Раанана) — 2:1

«Маккаби» (Петах-Тиква) — «Бейтар» (Иерусалим) — 2:2

«Маккаби» (Тель-Авив) — «Хапоэль» (Кфар-Саба) — 3:1

«Маккаби» (Хайфа) — «Хапоэль» (Тель-Авив) — 1:0
«Бейтар» (Иерусалим) — «Ирони» (Кирьят-Шмона) — 2:2

«Хапоэль» (Хайфа) — «Бней Иегуда» — 1:0

«Хапоэль» (Раанана) — «Маккаби» (Петах-Тиква) — 0:1

«Бней Сахнин» — «Маккаби» (Хайфа) — 1:0

«Хапоэль» (Тель-Авив) — «Хапоэль» (Беэр-Шева) — 0:0

ФК «Ашдод» — «Маккаби» (Тель-Авив) — 1:2

«Хапоэль» (Кфар-Саба) — «Хапоэль» (Ашкелон) — 1:1
«Бней Иегуда» —  «Маккаби» (Хайфа) — 1:1

«Хапоэль» (Беэр-Шева) — «Бней Сахнин» — 3:0

«Ирони» (Кирьят-Шмона) — «Хапоэль» (Раанана) — 0:0

«Хапоэль» (Ашкелон) — ФК «Ашдод» — 0:0

«Хапоэль» (Хайфа) — «Хапоэль» (Кфар-Саба) — 1:2

«Маккаби» (Тель-Авив) — «Бейтар» (Иерусалим) — 2:2

«Маккаби» (Петах-Тиква) — «Хапоэль» (Тель-Авив) — 2:0
«Хапоэль» (Кфар-Саба) — «Бней Иегуда» — 0:1

ФК «Ашдод» — «Хапоэль» (Хайфа) — 1:3

«Бейтар» (Иерусалим) — «Хапоэль» (Ашкелон) — 3:0

«Хапоэль» (Тель-Авив) — «Ирони» (Кирьят-Шмона) — 3:3

«Бней Сахнин» — «Маккаби» (Петах-Тиква) — 0:1

«Хапоэль» (Раанана) — «Маккаби» (Тель-Авив) — 0:3

«Маккаби» (Хайфа) — «Хапоэль» (Беэр-Шева) — 2:1
«Хапоэль» (Кфар-Саба) — ФК «Ашдод» — 1:0

«Ирони» (Кирьят-Шмона) — «Бней Сахнин» — 2:2

«Хапоэль» (Ашкелон) — «Хапоэль» (Раанана) — 0:0

«Хапоэль» (Хайфа) — «Бейтар» (Иерусалим) — 4:0

«Бней Иегуда» — «Хапоэль» (Беэр-Шева) — 0:3

«Маккаби» (Тель-Авив) — «Хапоэль» (Тель-Авив) — 5:0

«Маккаби» (Петах-Тиква) — «Маккаби» (Хайфа) — 2:2
«Бней Сахнин» — «Маккаби» (Тель-Авив) — 0:3

«Маккаби» (Хайфа) — «Ирони» (Кирьят-Шмона) — 0:0

«Хапоэль» (Раанана) — «Хапоэль» (Хайфа) — 2:0

ФК «Ашдод» — «Бней Иегуда» — 2:2

«Хапоэль» (Тель-Авив) — «Хапоэль» (Ашкелон) — 2:0

«Бейтар» (Иерусалим) — «Хапоэль» (Кфар-Саба) — 1:0

«Хапоэль» (Беэр-Шева) — «Маккаби» (Петах-Тиква) — 5:0
«Бней Иегуда» — «Маккаби» (Петах-Тиква) — 1:4

«Хапоэль» (Ашкелон) — «Бней Сахнин» — 0:1

«Хапоэль» (Хайфа) — «Хапоэль» (Тель-Авив) —  0:2

«Хапоэль» (Кфар-Саба) — «Хапоэль» (Раанана) — 1:2

ФК «Ашдод» — «Бейтар» (Иерусалим) — 0:0

«Ирони» (Кирьят-Шмона) — «Хапоэль» (Беэр-Шева) — 0:2

«Маккаби» (Тель-Авив) — «Маккаби» (Хайфа) — 0:2
«Хапоэль» (Раанана) — ФК «Ашдод» —  0:0

«Хапоэль» (Тель-Авив) — «Хапоэль» (Кфар-Саба) — 1:1

«Бней Сахнин» — «Хапоэль» (Хайфа) — 2:1

«Маккаби» (Хайфа) — «Хапоэль» (Ашкелон) — 5:0

«Маккаби» (Петах-Тиква) — «Ирони» (Кирьят-Шмона) — 2:1

«Хапоэль» (Беэр-Шева) — «Маккаби» (Тель-Авив) — 2:0

«Бейтар» (Иерусалим) — «Бней Иегуда» — 2:2
«Бней Иегуда» — «Ирони» (Кирьят-Шмона) — 0:1

«Хапоэль» (Хайфа) — «Маккаби» (Хайфа) — 0:0

ФК «Ашдод» — «Хапоэль» (Тель-Авив) — 1:0

«Бейтар» (Иерусалим) — «Хапоэль» (Раанана) — 1:0

«Хапоэль» (Ашкелон) — «Хапоэль» (Беэр-Шева) — 1:5

«Маккаби» (Тель-Авив) — «Маккаби» (Петах-Тиква) — 0:0

«Хапоэль» (Кфар-Саба) — «Бней Сахнин» — 2:1
«Бней Сахнин» — ФК «Ашдод» — 0:1

«Маккаби» (Хайфа) — «Хапоэль» (Кфар-Саба) — 2:0

«Хапоэль» (Беэр-Шева) — «Хапоэль» (Хайфа) — 5:1

«Маккаби» (Петах-Тиква) — «Хапоэль» (Ашкелон) — 1:1

«Ирони» (Кирьят-Шмона) — «Маккаби» (Тель-Авив) — 1:2

«Хапоэль» (Раанана) — «Бней Иегуда» — 1:0

«Бейтар»(Иерусалим) — «Хапоэль» (Тель-Авив) — 1:1
«Ирони» (Кирьят-Шмона) — «Хапоэль» (Ашкелон) — 4:1

«Хапоэль» (Хайфа) — «Маккаби» (Петах-Тиква) — 2:1

ФК «Ашдод» — «Маккаби» (Хайфа) — 1:1

«Хапоэль» (Раанана) — «Хапоэль» (Тель-Авив) — 0:0

«Хапоэль» (Кфар-Саба) — «Хапоэль» (Беэр-Шева) — 0:2

«Бней Иегуда» — «Маккаби» (Тель-Авив) — 1:0

«Бейтар» (Иерусалим) — «Бней Сахнин» — 0:1
«Ирони» (Кирьят-Шмона) — «Хапоэль» (Хайфа) — 2:0

«Маккаби» (Петах-Тиква) — «Хапоэль» (Кфар-Саба) — 0:0

«Маккаби» (Тель-Авив) — «Хапоэль» (Ашкелон) — 0:0

«Хапоэль» (Беэр-Шева) — ФК «Ашдод» — 5:0

«Бней Сахнин» — «Хапоэль» (Раанана) — 1:1

«Бней Иегуда» — «Хапоэль» (Тель-Авив) — 0:1

«Маккаби» (Хайфа) — «Бейтар» (Иерусалим) — 0:2
«Хапоэль» (Тель-Авив) — «Бней Сахнин» — 1:1

«Хапоэль» (Кфар-Саба) — «Ирони» (Кирьят-Шмона) — 2:2

«Хапоэль» (Ашкелон) — «Бней Иегуда» — 1:0

«Хапоэль» (Раанана) — «Маккаби» (Хайфа) — 1:1

ФК «Ашдод» — «Маккаби» (Петах-Тиква) — 2:2

«Хапоэль» (Хайфа) — «Маккаби» (Тель-Авив) — 2:4

«Бейтар» (Иерусалим) — «Хапоэль» (Беэр-Шева) — 1:3

### Второй круг
«Бней Сахнин» — «Бней Иегуда» — 1:1

ФК «Ашдод» — «Ирони» (Кирьят-Шмона) — 0:0

«Бейтар» (Иерусалим) — «Маккаби» (Петах-Тиква) — 1:1

«Хапоэль» (Кфар-Саба) — «Маккаби» (Тель-Авив) — 1:1

«Хапоэль» (Хайфа) — «Хапоэль» (Ашкелон) — 3:1

«Хапоэль» (Раанана) — «Хапоэль» (Беэр-Шева) — 1:0

«Хапоэль» (Тель-Авив) — «Маккаби» (Хайфа) — 0:2
«Ирони» (Кирьят-Шмона) — «Бейтар» (Иерусалим) — 2:0

«Бней Иегуда» — «Хапоэль» (Хайфа) — 1:1

«Маккаби» (Тель-Авив) — ФК «Ашдод» — 1:0

«Хапоэль» (Ашкелон) — «Хапоэль» (Кфар-Саба) — 0:0

«Хапоэль» (Беэр-Шева) — «Хапоэль» (Тель-Авив) — 1:1

«Маккаби» (Петах-Тиква) — «Хапоэль» (Раанана) — 2:0

«Маккаби» (Хайфа) — «Бней Сахнин» — 1:2
«Маккаби» (Хайфа) — «Бней Иегуда» —  1:1

«Хапоэль» (Кфар-Саба) — «Хапоэль» (Хайфа) — 1:2

«Хапоэль» (Тель-Авив) — «Маккаби» (Петах-Тиква) — 0:1

«Хапоэль» (Раанана) — «Ирони» (Кирьят-Шмона) — 0:3

ФК «Ашдод» — «Хапоэль» (Ашкелон) — 1:0

«Бней Сахнин» — «Хапоэль» (Беэр-Шева) — 0:0

«Бейтар» (Иерусалим) — «Маккаби» (Тель-Авив) — 1:0
«Хапоэль» (Ашкелон) — «Бейтар» (Иерусалим) — 1:1

«Маккаби» (Петах-Тиква) — «Бней Сахнин» — 1:1

«Хапоэль» (Беэр-Шева) — «Маккаби» (Хайфа) — 2:0

«Маккаби» (Тель-Авив) — «Хапоэль» (Раанана) — 4:1

«Хапоэль» (Хайфа) — ФК «Ашдод» — 0:1

«Бней Иегуда» — «Хапоэль» (Кфар-Саба) — 1:1

«Ирони» (Кирьят-Шмона) — «Хапоэль» (Тель-Авив) — 2:1
ФК «Ашдод» — «Хапоэль» (Кфар-Саба) — 0:0

«Маккаби» (Хайфа) — «Маккаби» (Петах-Тиква) — 0:2

«Хапоэль» (Раанана) — «Хапоэль» (Ашкелон) — 0:2

«Хапоэль» (Беэр-Шева) — «Бней Иегуда» — 2:1

«Бейтар» (Иерусалим) — «Хапоэль» (Хайфа) — 1:0

«Хапоэль» (Тель-Авив) — «Маккаби» (Тель-Авив) — 0:1

«Бней Сахнин» — «Ирони» (Кирьят-Шмона) — 5:2
«Ирони» (Кирьят-Шмона) — «Маккаби» (Хайфа) — 3:0

«Хапоэль» (Хайфа) — «Хапоэль» (Раанана) — 1:0

«Хапоэль» (Ашкелон) — «Хапоэль» (Тель-Авив) — 0:1

«Маккаби» (Петах-Тиква) — «Хапоэль» (Беэр-Шева) — 1:1

«Хапоэль» (Кфар-Саба) — «Бейтар» (Иерусалим) — 0:2

«Бней Иегуда» — ФК «Ашдод» — 2:0

«Маккаби» (Тель-Авив) — «Бней Сахнин» — 2:1
«Маккаби» (Петах-Тиква) — «Бней Иегуда» — 2:0

«Хапоэль» (Раанана) — «Хапоэль» (Кфар-Саба) — 1:0

«Бейтар» (Иерусалим) — ФК «Ашдод» — 1:1

«Хапоэль» (Беэр-Шева) — «Ирони» (Кирьят-Шмона) — 2:0

«Хапоэль» (Тель-Авив) — «Хапоэль» (Хайфа) — 0:0

«Бней Сахнин» — «Хапоэль» (Ашкелон) — 1:0

«Маккаби» (Хайфа) — «Маккаби» (Тель-Авив) — 2:2
«Хапоэль» (Хайфа) — «Бней Сахнин» — 0:1

«Ирони» (Кирьят-Шмона) — «Маккаби» (Петах-Тиква) — 0:1

«Маккаби» (Тель-Авив) — «Хапоэль» (Беэр-Шева) — 1:0

«Бней Иегуда» — «Бейтар» (Иерусалим) — 1:1

ФК «Ашдод» — «Хапоэль» (Раанана) — 0:1

«Хапоэль» (Кфар-Саба) — «Хапоэль» (Тель-Авив) — 0:0

«Хапоэль» (Ашкелон) — «Маккаби» (Хайфа) — 0:2
«Ирони» (Кирьят-Шмона) — «Бней Иегуда» — 0:1

«Маккаби» (Хайфа) — «Хапоэль» (Хайфа) — 0:3

«Хапоэль» (Раанана) — «Бейтар» (Иерусалим) — 0:4

«Хапоэль» (Беэр-Шева) — «Хапоэль» (Ашкелон) — 2:1

«Бней Сахнин» — «Хапоэль» (Кфар-Саба) — 1:0

«Хапоэль» (Тель-Авив) — ФК «Ашдод» — 2:0

«Маккаби» (Петах-Тиква) — «Маккаби» (Тель-Авив) — 0:1
ФК «Ашдод» — «Бней Сахнин» — 1:1

«Хапоэль» (Кфар-Саба) — «Маккаби» (Хайфа) — 0:2

«Маккаби» (Тель-Авив) — «Ирони» (Кирьят-Шмона) — 3:0

«Бней Иегуда» — «Хапоэль» (Раанана) — 0:2

«Хапоэль» (Ашкелон) — «Маккаби» (Петах-Тиква) — 0:1

«Хапоэль» (Хайфа) — «Хапоэль» (Беэр-Шева) — 0:0

«Хапоэль» (Тель-Авив) — «Бейтар»(Иерусалим) — 1:2
«Хапоэль» (Ашкелон) — «Ирони» (Кирьят-Шмона) — 1:1

«Маккаби» (Хайфа) — ФК «Ашдод» — 0:1

«Хапоэль» (Тель-Авив) — «Хапоэль» (Раанана) — 0:0

«Маккаби» (Тель-Авив) — «Бней Иегуда» — 2:0

«Маккаби» (Петах-Тиква) — «Хапоэль» (Хайфа) — 3:1

«Бней Сахнин» — «Бейтар» (Иерусалим) — 0:2

«Хапоэль» (Беэр-Шева) — «Хапоэль» (Кфар-Саба) — 3:0
«Хапоэль» (Хайфа) — «Ирони» (Кирьят-Шмона) — 1:2

ФК «Ашдод» — «Хапоэль» (Беэр-Шева) — 0:1

«Хапоэль» (Раанана) — «Бней Сахнин» — 0:1

«Хапоэль» (Тель-Авив) — «Бней Иегуда» — 1:2

«Хапоэль» (Кфар-Саба) — «Маккаби» (Петах-Тиква) — 1:3

«Хапоэль» (Ашкелон) — «Маккаби» (Тель-Авив) — 1:2

«Бейтар» (Иерусалим) — «Маккаби» (Хайфа) — 0:1
«Бней Сахнин» — «Хапоэль» (Тель-Авив) — 0:0

«Ирони» (Кирьят-Шмона) — «Хапоэль» (Кфар-Саба) — 1:2

«Маккаби» (Хайфа) — «Хапоэль» (Раанана) — 2:0

«Маккаби» (Петах-Тиква) — ФК «Ашдод» — 0:1

«Маккаби» (Тель-Авив) — «Хапоэль» (Хайфа) — 1:0

«Бней Иегуда» — «Хапоэль» (Ашкелон) — 0:0

«Хапоэль» (Беэр-Шева) — «Бейтар» (Иерусалим) — 2:1

### Заключительный этап. Борьба за медали
«Маккаби» (Тель-Авив) — «Бней Сахнин» — 3:0

«Маккаби» (Петах-Тиква) — «Бейтар» (Иерусалим) — 0:1

«Хапоэль» (Беэр-Шева) — «Маккаби» (Хайфа) — 4:0
«Хапоэль» (Беэр-Шева) — «Маккаби» (Тель-Авив) — 1:0

«Маккаби» (Хайфа) — «Бейтар» (Иерусалим) — 3:2

«Бней Сахнин» — «Маккаби» (Петах-Тиква) — 1:0
«Бейтар» (Иерусалим) — «Бней Сахнин» — 3:0

«Маккаби» (Петах-Тиква) — «Хапоэль» (Беэр-Шева) — 1:2

«Маккаби» (Тель-Авив) — «Маккаби» (Хайфа) — 3:0
«Маккаби» (Хайфа) — «Бней Сахнин» — 0:1

«Маккаби» (Тель-Авив) — «Маккаби» (Петах-Тиква) — 2:0

«Хапоэль» (Беэр-Шева) — «Бейтар» (Иерусалим) —  2:0
«Маккаби» (Петах-Тиква) — «Маккаби» (Хайфа) — 0:1

«Бней Сахнин» — «Хапоэль» (Беэр-Шева) — 1:3

«Бейтар» (Иерусалим) — «Маккаби» (Тель-Авив) — 1:1
«Бней Сахнин» — «Маккаби» (Тель-Авив) — 1:3

«Маккаби» (Хайфа) — «Хапоэль» (Беэр-Шева) — 0:1

«Бейтар» (Иерусалим) — «Маккаби» (Петах-Тиква) — 2:1
«Бейтар» (Иерусалим) — «Маккаби» (Хайфа) — 2:0

«Маккаби» (Петах-Тиква) — «Бней Сахнин» — 1:0

«Маккаби» (Тель-Авив) — «Хапоэль» (Беэр-Шева) — 1:2
«Бней Сахнин» — «Бейтар» (Иерусалим) — 1:5

«Маккаби» (Хайфа) — «Маккаби» (Тель-Авив) — 0:2

«Хапоэль» (Беэр-Шева) — «Маккаби» (Петах-Тиква) — 1:1
«Бней Сахнин» — «Маккаби» (Хайфа) — 1:0

«Маккаби» (Петах-Тиква) — «Маккаби» (Тель-Авив) — 2:1

«Бейтар» (Иерусалим) — «Хапоэль» (Беэр-Шева) — 1:1
«Маккаби» (Тель-Авив) — «Бейтар» (Иерусалим) — 0:2

«Маккаби» (Хайфа) — «Маккаби» (Петах-Тиква) — 0:0

«Хапоэль» (Беэр-Шева) — «Бней Сахнин» — 2:0

### Заключительный этап. Борьба за выживание
«Ирони» (Кирьят-Шмона) — «Хапоэль» (Тель-Авив) — 2:3

«Хапоэль» (Хайфа) — «Хапоэль» (Ашкелон) — 1:4

«Хапоэль» (Раанана) — «Бней Иегуда» — 0:2

ФК «Ашдод» — «Хапоэль» (Кфар-Саба) — 0:0
«Хапоэль» (Тель-Авив) — «Бней Иегуда» — 2:0

«Ирони» (Кирьят-Шмона) — «Хапоэль» (Хайфа) — 0:2

«Хапоэль» (Кфар-Саба) — «Хапоэль» (Раанана) — 0:2

«Хапоэль» (Ашкелон) —ФК «Ашдод» — 0:0
«Хапоэль» (Хайфа) — «Хапоэль» (Тель-Авив) — 3:3

«Хапоэль» (Раанана) — «Хапоэль» (Ашкелон) — 0:2

«Бней Иегуда» — «Хапоэль» (Кфар-Саба) — 1:0

ФК «Ашдод» — «Ирони» (Кирьят-Шмона) — 1:1
«Хапоэль» (Ашкелон) — «Бней Иегуда» — 1:0

«Хапоэль» (Хайфа) — ФК «Ашдод» — 1:1

«Ирони» (Кирьят-Шмона) — «Хапоэль» (Раанана) — 2:3

«Хапоэль» (Тель-Авив) — «Хапоэль» (Кфар-Саба) — 2:0
«Бней Иегуда» — «Ирони» (Кирьят-Шмона) — 0:2

«Хапоэль» (Раанана) — «Хапоэль» (Хайфа) — 0:2

ФК «Ашдод» — «Хапоэль» (Тель-Авив) — 2:0

«Хапоэль» (Кфар-Саба) — «Хапоэль» (Ашкелон) — 1:0
ФК «Ашдод» — «Хапоэль» (Раанана) — 2:2

«Ирони» (Кирьят-Шмона) — «Хапоэль» (Кфар-Саба) — 1:4

«Хапоэль» (Тель-Авив) — «Хапоэль» (Ашкелон) — 0:0

«Хапоэль» (Хайфа) — «Бней Иегуда» — 1:1
«Хапоэль» (Ашкелон) — «Ирони» (Кирьят-Шмона) — 2:1

«Бней Иегуда» — ФК «Ашдод» — 2:1

«Хапоэль» (Кфар-Саба) — «Хапоэль» (Хайфа) — 1:0

«Хапоэль» (Раанана) — «Хапоэль» (Тель-Авив) — 1:1

## Потуровая таблица

### Предварительный этап
| Команда/ Тур        | 1                 | 2  | 3  | 4  | 5  | 6  | 7  | 8  | 9  | 10 | 11 | 12 | 13 | 14 | 15 | 16 | 17 | 18 | 19 | 20 | 21 | 22 | 23 | 24 | 25 | 26 |   |
| ------------------- | ----------------- | -- | -- | -- | -- | -- | -- | -- | -- | -- | -- | -- | -- | -- | -- | -- | -- | -- | -- | -- | -- | -- | -- | -- | -- | -- | - |
| Команда/ Тур        | Хапоэль Беэр-Шева | 3  | 6  | 1  | 3  | 3  | 2  | 1  | 1  | 1  | 1  | 1  | 1  | 1  | 1  | 1  | 1  | 1  | 1  | 1  | 1  | 1  | 1  | 1  | 1  | 1  | 1 |
| Маккаби Тель-Авив   | 1                 | 1  | 2  | 1  | 1  | 1  | 2  | 3  | 3  | 2  | 2  | 2  | 2  | 2  | 2  | 2  | 2  | 2  | 2  | 2  | 2  | 2  | 2  | 2  | 2  | 2  |   |
| Бейтар Иерусалим    | 6                 | 9  | 9  | 5  | 8  | 6  | 5  | 5  | 5  | 5  | 5  | 5  | 6  | 6  | 7  | 6  | 6  | 5  | 5  | 5  | 5  | 4  | 4  | 4  | 4  | 4  |   |
| Ирони Кирьят-Шмона  | 4                 | 3  | 5  | 7  | 6  | 7  | 10 | 6  | 7  | 6  | 6  | 5  | 5  | 5  | 5  | 4  | 4  | 4  | 4  | 4  | 6  | 7  | 6  | 6  | 7  | 7  |   |
| Маккаби Хайфа       | 5                 | 8  | 6  | 4  | 5  | 5  | 4  | 4  | 4  | 3  | 3  | 3  | 3  | 3  | 4  | 4  | 5  | 6  | 6  | 7  | 7  | 7  | 6  | 7  | 7  | 6  |   |
| Маккаби Петах-Тиква | 7                 | 4  | 3  | 2  | 2  | 3  | 3  | 2  | 2  | 4  | 4  | 4  | 4  | 4  | 3  | 3  | 3  | 3  | 3  | 3  | 3  | 3  | 3  | 3  | 3  | 3  |   |
| Бней Сахнин         | 8                 | 5  | 8  | 11 | 11 | 13 | 10 | 6  | 8  | 9  | 7  | 7  | 7  | 8  | 6  | 7  | 7  | 7  | 7  | 6  | 6  | 5  | 5  | 5  | 5  | 5  |   |
| Хапоэль Тель-Авив   | 13                | 11 | 14 | 12 | 13 | 12 | 9  | 9  | 11 | 12 | 11 | 9  | 9  | 10 | 10 | 14 | 14 | 14 | 14 | 14 | 14 | 14 | 14 | 14 | 14 | 14 |   |
| ФК Ашдод            | 12                | 14 | 13 | 13 | 14 | 14 | 14 | 14 | 12 | 10 | 10 | 12 | 12 | 12 | 12 | 10 | 9  | 9  | 9  | 9  | 10 | 11 | 10 | 10 | 10 | 9  |   |
| Хапоэль Раанана     | 11                | 13 | 12 | 14 | 12 | 11 | 8  | 8  | 10 | 6  | 8  | 8  | 8  | 7  | 8  | 9  | 9  | 10 | 10 | 10 | 9  | 9  | 9  | 9  | 9  | 10 |   |
| Хапоэль Ашкелон     | 2                 | 2  | 4  | 9  | 9  | 10 | 12 | 13 | 14 | 14 | 14 | 14 | 13 | 14 | 14 | 13 | 13 | 12 | 13 | 13 | 13 | 13 | 13 | 13 | 13 | 13 |   |
| Хапоэль Хайфа       | 10                | 7  | 10 | 6  | 4  | 4  | 6  | 7  | 9  | 11 | 9  | 10 | 11 | 9  | 9  | 8  | 8  | 8  | 8  | 8  | 8  | 8  | 8  | 8  | 8  | 8  |   |
| Бней Иегуда         | 9                 | 10 | 11 | 8  | 10 | 9  | 13 | 12 | 13 | 13 | 13 | 13 | 14 | 13 | 13 | 12 | 12 | 13 | 11 | 11 | 11 | 10 | 11 | 11 | 11 | 11 |   |
| Хапоэль Кфар-Сава   | 14                | 12 | 7  | 10 | 7  | 8  | 11 | 11 | 7  | 8  | 12 | 11 | 10 | 11 | 11 | 11 | 11 | 11 | 12 | 12 | 12 | 12 | 12 | 12 | 12 | 12 |   |

### Заключительный этап. Борьба за медали
| Команда/ Тур        | 26                | 27 | 28 | 29 | 30 | 31 | 32 | 33 | 34 | 35 | 36 |   |
| ------------------- | ----------------- | -- | -- | -- | -- | -- | -- | -- | -- | -- | -- | - |
| Команда/ Тур        | Хапоэль Беэр-Шева | 1  | 1  | 1  | 1  | 1  | 1  | 1  | 1  | 1  | 1  | 1 |
| Маккаби Тель-Авив   | 2                 | 2  | 2  | 2  | 2  | 2  | 2  | 2  | 2  | 2  | 2  |   |
| Бейтар Иерусалим    | 4                 | 4  | 4  | 4  | 4  | 4  | 3  | 3  | 3  | 3  | 3  |   |
| Маккаби Петах-Тиква | 3                 | 3  | 3  | 3  | 3  | 3  | 4  | 4  | 4  | 4  | 4  |   |
| Маккаби Хайфа       | 6                 | 6  | 6  | 6  | 6  | 6  | 6  | 6  | 6  | 6  | 6  |   |
| Бней Сахнин         | 5                 | 5  | 5  | 5  | 5  | 5  | 5  | 5  | 5  | 5  | 5  |   |

### Заключительный этап. Борьба за выживание
| Команда/ Тур      | 26                 | 27 | 28 | 29 | 30 | 31 | 32 | 33 |   |
| ----------------- | ------------------ | -- | -- | -- | -- | -- | -- | -- | - |
| Команда/ Тур      | Ирони Кирьят-Шмона | 7  | 7  | 7  | 7  | 7  | 7  | 7  | 7 |
| Хапоэль Хайфа     | 8                  | 9  | 8  | 8  | 9  | 8  | 8  | 8  |   |
| Бней Иегуда       | 11                 | 10 | 11 | 9  | 11 | 11 | 11 | 11 |   |
| ФК Ашдод          | 9                  | 8  | 10 | 10 | 10 | 9  | 9  | 9  |   |
| Хапоэль Раанана   | 10                 | 11 | 9  | 11 | 8  | 10 | 10 | 10 |   |
| Хапоэль Кфар-Саба | 12                 | 12 | 13 | 14 | 14 | 14 | 14 | 13 |   |
| Хапоэль Ашкелон   | 13                 | 13 | 14 | 12 | 12 | 12 | 12 | 12 |   |
| Хапоэль Тель-Авив | 14                 | 13 | 12 | 13 | 13 | 13 | 13 | 14 |   |

## Бомбардиры
| Место | Игрок             | Клуб                  | Голы |
| ----- | ----------------- | --------------------- | ---- |
| 1     | Видар Кьяртанссон | «Маккаби» (Тель-Авив) | 19   |
| 2     | Таль Бен-Хаим     | «Маккаби» (Тель-Авив) | 15   |
| 3-5   | Энтони Нвакаэме   | «Хапоэль» (Беэр-Шева) | 14   |
| 3-5   | Бен Саар          | «Хапоэль» (Беэр-Шева) | 14   |
| 3-5   | Итай Шехтер       | «Бейтар» (Иерусалим)  | 14   |